# Suzanne et les Vieillards (Véronèse)
Suzanne et les Vieillards est une peinture réalisée par le peintre vénitien Paolo Caliari dit Véronèse en 1580 et exposée en permanence dans le musée du Palazzo Bianco à Gênes.
Il s'agit d'une huile sur toile, qui appartenait au marquis del Carpio, collectionneur espagnol du XVIIe siècle. La présence de ce tableau à Gênes est attestée depuis le XVIIIe siècle.

## Description
Le mur d'enceinte qui enferme et dissimule la scène, le petit chien symbole de fidélité et d'incorruptibilité et la statue du satyre qui regarde d'un air lubrique vers Suzanne, sont également repris par Véronèse dans d'autres tableaux du même thème biblique, comme dans celui de la même époque et assez similaire, conservé au musée du Louvre à Paris.